# Fourmetot
Fourmetot és un municipi francès situat al departament de l'Eure i a la regió de Normandia. L'any 2007 tenia 650 habitants.

## Demografia

### Població
El 2007 la població de fet de Fourmetot era de 650 persones. Hi havia 246 famílies, de les quals 44 eren unipersonals (12 homes vivint sols i 32 dones vivint soles), 85 parelles sense fills, 113 parelles amb fills i 4 famílies monoparentals amb fills.
La població ha evolucionat segons el següent gràfic:
Habitants censats

### Habitatges
El 2007 hi havia 269 habitatges, 243 eren l'habitatge principal de la família, 19 eren segones residències i 6 estaven desocupats. 257 eren cases i 10 eren apartaments. Dels 243 habitatges principals, 195 estaven ocupats pels seus propietaris, 46 estaven llogats i ocupats pels llogaters i 2 estaven cedits a títol gratuït; 1 tenia una cambra, 18 en tenien dues, 39 en tenien tres, 71 en tenien quatre i 114 en tenien cinc o més. 215 habitatges disposaven pel capbaix d'una plaça de pàrquing. A 98 habitatges hi havia un automòbil i a 129 n'hi havia dos o més.

### Piràmide de població
La piràmide de població per edats i sexe el 2009 era:
| Homes | Edats   | Dones |
| ----- | ------- | ----- |
| 0     | 95 o +  | 0     |
| 0     | 90 a 94 | 0     |
| 4     | 85 a 89 | 0     |
| 0     | 80 a 84 | 4     |
| 4     | 75 a 79 | 12    |
| 8     | 70 a 74 | 8     |
| 12    | 65 a 69 | 16    |
| 12    | 60 a 64 | 16    |
| 12    | 55 a 59 | 12    |
| 12    | 50 a 54 | 20    |
| 28    | 45 a 49 | 12    |
| 28    | 40 a 44 | 20    |
| 16    | 35 a 39 | 20    |
| 20    | 30 a 34 | 20    |
| 24    | 25 a 29 | 20    |
| 16    | 20 a 24 | 16    |
| 20    | 15 a 19 | 12    |
| 20    | 10 a 14 | 16    |
| 28    | 5 a 9   | 24    |
| 4     | 0 a 4   | 36    |

## Economia
El 2007 la població en edat de treballar era de 420 persones, 327 eren actives i 93 eren inactives. De les 327 persones actives 295 estaven ocupades (159 homes i 136 dones) i 31 estaven aturades (13 homes i 18 dones). De les 93 persones inactives 23 estaven jubilades, 38 estaven estudiant i 32 estaven classificades com a «altres inactius».

### Ingressos
El 2009 a Fourmetot hi havia 251 unitats fiscals que integraven 627 persones, la mediana anual d'ingressos fiscals per persona era de 19.638 €.

### Activitats econòmiques
Dels 25 establiments que hi havia el 2007, 3 eren d'empreses de fabricació d'altres productes industrials, 9 d'empreses de construcció, 5 d'empreses de comerç i reparació d'automòbils, 1 d'una empresa de transport, 1 d'una empresa d'hostatgeria i restauració, 3 d'empreses de serveis i 3 d'empreses classificades com a «altres activitats de serveis».
Dels 12 establiments de servei als particulars que hi havia el 2009, 2 eren tallers de reparació d'automòbils i de material agrícola, 1 guixaire pintor, 5 fusteries, 1 lampisteria, 2 perruqueries i 1 saló de bellesa.
Dels 2 establiments comercials que hi havia el 2009, 1 era una adrogueria i 1 una joieria.
L'any 2000 a Fourmetot hi havia 32 explotacions agrícoles que ocupaven un total de 517 hectàrees.

## Equipaments sanitaris i escolars
El 2009 hi havia una escola elemental.

## Poblacions més properes
El següent diagrama mostra les poblacions més properes.